# Senlis (Oise)
Senlis is een gemeente in Frankrijk in het departement Oise. De gemeente telde 15.238 inwoners op 1 januari 2022. De stad kent een lange geschiedenis en is zowel kunst- als cultuurhistorisch voor Frankrijk van belang.

## Geschiedenis
Senlis was in de Romeinse tijd als Augustomagus de hoofdstad van de Civitas Silvanectum, een van de civitates van de provincie Belgica Secunda. Silvanectes is de Latijns verbasterde naam van een Keltische volksstam uit de regio. Deze naam heeft zich in de loop van vele eeuwen uiteindelijk tot het huidige Senlis ontwikkeld. Het lag strategisch op een getuigenheuvel en bezat een amfitheater. Rond 260, of, volgens recent DNA-onderzoek aan het in de kathedraal van Senlis aanwezige gebeente, dat dat van deze heilige zou zijn, in de 4e eeuw, zou Saint-Rieul, de heilige Regulus, die overigens vaak wordt verward met een gelijknamige heilige uit Arles, het christendom in Augustomagus hebben geïntroduceerd. Hij zou ook de eerste bisschop van de stad zijn geweest.
Vanaf de IJzertijd tot de 19e eeuw maakten de bewoners van Senlis gebruik van het feit dat de zandsteen in de heuvel tamelijk gemakkelijk is te bewerken. Daarom zijn veel gebouwen uit dat (lichtgele) materiaal opgetrokken. Bovendien schiep dit de mogelijkheid, ondergrondse ruimtes onder de huizen en andere gebouwen uit te hakken en in te richten. Deze dienden als opslag- en noodwoonruimte, maar ook als schuilplaats tijdens de vele oorlogen en bezettingen, die de stad in bijna twee millennia teisterden. Het komt nog steeds voor, dat nieuwe gebruikers van een gebouw in Senlis bij verbouwingen stuiten op onontdekte kelders. Deze kunnen evengoed van voor het begin van de jaartelling als uit de negentiende eeuw dateren.

### Middeleeuwen
Judith van West-Francië verbleef in een klooster te Senlis toen zij rond Kerstmis 861 door Boudewijn I van Vlaanderen werd geschaakt. Na de dood van Lodewijk V van West-Francië in 987, hield Adalbero van Reims in Senlis een rede waarin hij betoogde dat Hugo Capet, de eerste koning van de dynastie der Capetingen, en niet de Karolinger Karel van Neder-Lotharingen tot koning moest worden gekozen. Van toen af was Senlis in feite enkele eeuwen lang de koninklijke residentie van Frankrijk. De 12e en 13e eeuw vormen de grootste bloeiperiode van Senlis. De stad kende economische bloei door goedlopende handel in wol, leer en bont. De stad had veel jaarmarkten, en overal langs de Nonette werden watermolens gebouwd ten behoeve van allerlei ambachten. Rond het jaar 1300 is Senlis mogelijk zelfs ongeveer even groot geweest als Parijs. In 1173 bedong de burgerij een charte communale, een overeenkomst met de landsheer, de koning, die de burgerij bijzondere privileges toestond, onder andere op het gebied van belastingheffing en het sluiten van handelsovereenkomsten met andere geestelijke of wereldlijke heren. Symbool van deze burgermacht was de bouw in 1170 van een belfort, dat in 1802 werd gesloopt. De luidklok hing in het belfort, dus niet in een kerkgebouw! Met de luidklok werd het tijdstip dat de stadspoorten dicht gingen aangekondigd, de bevolking voor officiële mededelingen bijeengeroepen en bij brand of andere calamiteiten gewaarschuwd.
De macht en het economische zwaartepunt verschoven rond 1300 naar de geestelijkheid, toen verscheidene kloosters werden gesticht en zich er een handelscrisis voordeed. In 1310 werd in Senlis een concilie gehouden, waarbij besloten werd tot vervolging van de tempeliers. Negen van hen werden meteen in de stad terechtgesteld.
Senlis was in 1358 een van de steden, die bij de Jacquerie in opstand kwamen. De stad wist een bestorming door koninklijke troepen af te slaan. De tegenaanval van de koninklijke troepen op 9 juni van dat jaar, waarbij het boerenleger werd verslagen, vond plaats bij  het dorp Mello, 7 km ten westen van Creil. Senlis werd in 1418 door Jan II van Luxemburg-Ligny ontzet en in 1493 werd er de Vrede van Senlis ondertekend.

### Vroegmoderne tijd
De stad werd in zowel de 16e als de 17e eeuw meermalen door pestepidemieën geteisterd. Mede door druk, uitgeoefend door koning Hendrik IV van Frankrijk bleef Senlis tijdens de Hugenotenoorlogen in katholieke handen. Het huis Valois was met zijn voorganger Hendrik III van Frankrijk uitgestorven. De protestantse minderheid in de stad (deze zou in 1560 ongeveer 500 mensen hebben omvat) ondervond overigens minder vervolging dan elders, Senlis had een reputatie van een betrekkelijk tolerant godsdienstbeleid. De 17e en 18e eeuw waren een periode van achteruitgang. Het inwonertal liep in die eeuwen voortdurend terug. Blijkens een volkstelling uit 1765 bedroeg het aantal inwoners van Senlis toen 4.672.

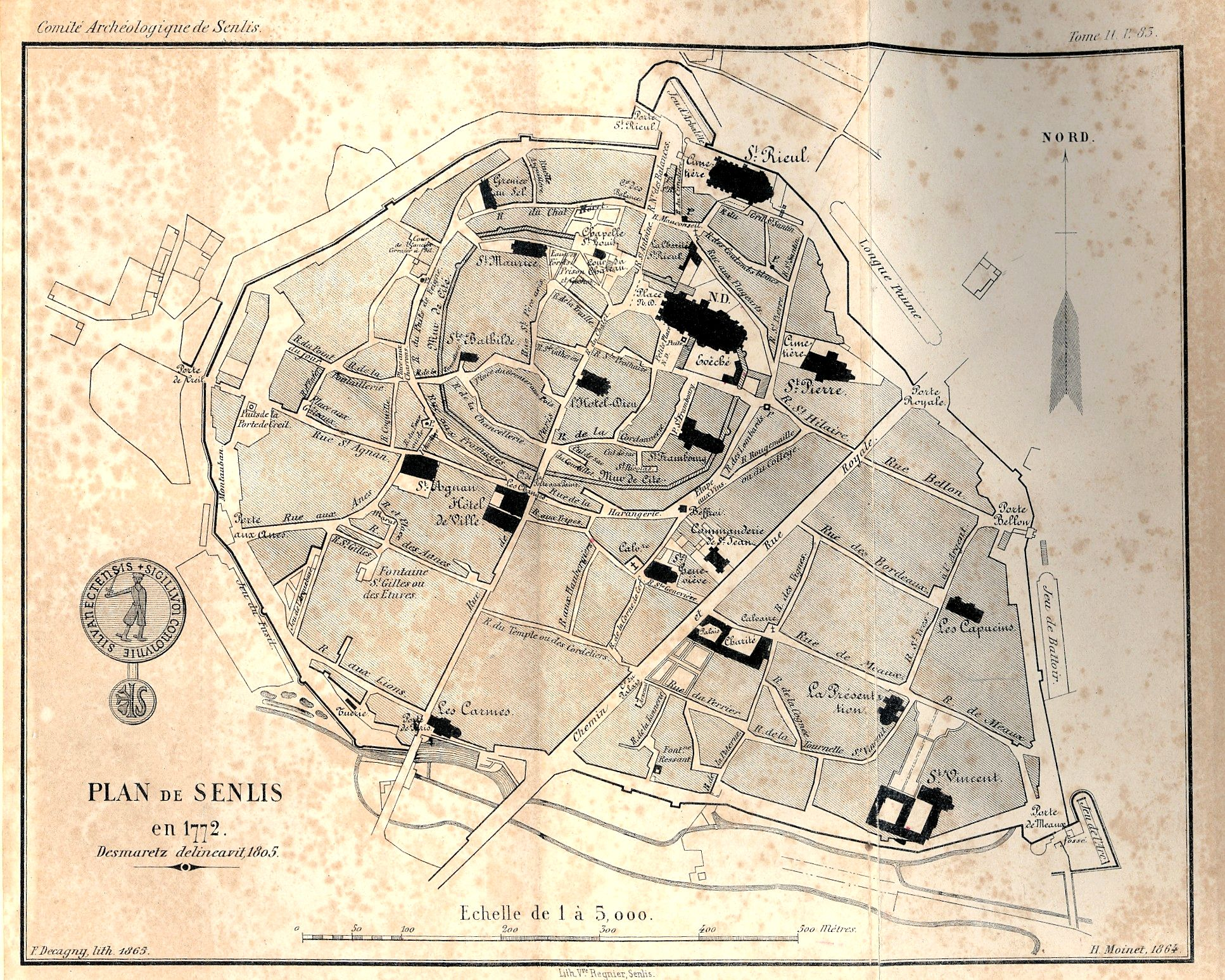
Plattegrond van Senlis anno 1772

De Franse Revolutie bracht voor Senlis met zich mede, dat veel geestelijken uit de stad werden verdreven en dat alle kloosters en andere kerkelijke instellingen  werden opgeheven. Aan het begin van deze periode, op 13 december 1789, was Senlis het toneel van een gruwelijk incident: een uurwerkmaker, Louis Michel Rieul Billon, die na een conflict over de aflossing van een door hem verstrekte geldlening wegens woeker was veroordeeld en uit de Garde, de schutterij, was gezet, opende vanuit zijn huis met een haakbus het vuur op voorbij marcherende gardisten, en doodde twee van hen. De militairen bestormden Billons woning. Deze liet echter een voorraad buskruit ontploffen. Die explosie kostte 26 mensen, onder wie Billon zelf, het leven, en er vielen meer dan 40 gewonden. Historici discussiëren tot op de huidige dag over de vraag, of deze zelfmoordaanslag politiek was gemotiveerd, dan wel een wraakactie was.

### Moderne tijd
Senlis werd in 1832 een garnizoensstad: er werd een regiment cavalerie gelegerd. Een cholera-epidemie kostte in datzelfde jaar in Senlis aan 400 mensen het leven.

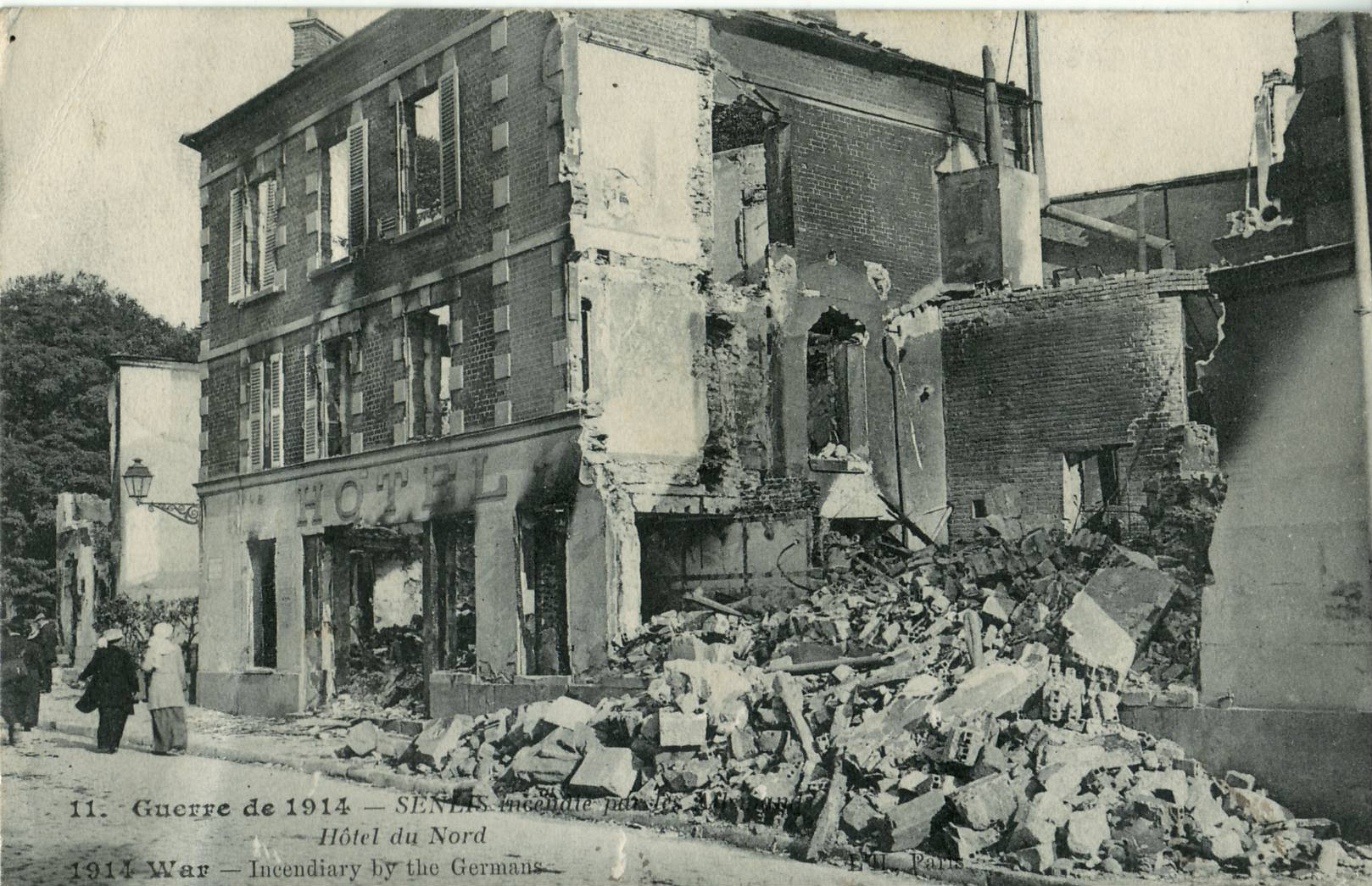
Ruïnes van het Hôtel du Nord, 1914, Eerste Wereldoorlog

De stad had veel te lijden in de Eerste Wereldoorlog. Op 2 september 1914 werd, na een dag van zware gevechten met steeds wisselende krijgskans, de stad door Duitse troepen ingenomen, waarna een groot deel van Senlis door hen in brand werd gestoken.
Van 1954 tot 1962 was een regiment spahi's in Senlis gelegerd. Spahi's waren cavaleristen, die uit Algerije, Marokko en andere Noord-Afrikaanse landen waren gerekruteerd in de tijd dat deze landen geheel of gedeeltelijk Franse koloniën waren. De spahi's namen bij bijzondere herdenkingen ook vaak deel aan parades.
In het bos tussen Senlis en Ermenonville, dat ten zuiden van Senlis ligt, stortte in 1974 Turkish Airlines-vlucht 981 neer, waarbij 346 doden vielen. Het was tot de vliegramp op Tenerife de grootste luchtramp, die er ooit was geweest. De bezittingen van de omgekomen passagiers werden na de ramp in de kerk van Senlis uitgestald.
De kazerne van het Franse leger in de stad werd in 2009 opgeheven, wat een forse stijging van de werkloosheid in Senlis tot gevolg had. De gebouwen op het terrein moesten plaats maken voor een nieuwe woonwijk.

## Bezienswaardigheden

### Belangrijke historische gebouwen in de stad
- De Onze-Lieve-Vrouwekathedraal is in de 12e en 13e eeuw gebouwd.
- Kerkgebouwen van Saint-Frambourg, 12e-13e eeuw, en Saint-Pierre, ruïne, 13e-14e eeuw.
- Het voormalige bisschoppelijk paleis, 12e eeuw, waarin het stedelijke Museum voor Kunst en Archeologie is gevestigd.
- Het stadhuis dateert van het einde van de 15e eeuw.
- De voormalige priorij Saint-Maurice, gesticht in de 13e eeuw. Deze herbergt het Musée de la vénerie, het enige aan de vossenjacht gewijde museum in Frankrijk.
- Restanten van het klooster van St.-Maurice en van het koninklijke kasteel naast deze priorij, aan de noordkant omzoomd door een deel van de oude stadsmuur met 6 torens. Dit van oorsprong 12e-eeuwse kasteel was de plaats, waar in 987 Hugo Capet tot koning van Frankrijk werd gekozen. Het grootste deel van de gebouwen is na de verwoesting tijdens de Franse Revolutie tot ruïnes vervallen. Een poortgebouw dient thans als Office du Tourisme en een ander deel als museum ter herinnering aan de Spahi's, cavaleristen van origine uit noordwest Afrika.
- Kerk en kloostergang van de voormalige Abdij van Sint Vincentius, in 1065 gesticht door koningin Anna van Kiev en tijdens de Franse Revolutie opgeheven: in gebruik als middelbare school, in de weekends en schoolvakanties te bezichtigen
- Voormalige bibliotheek van het Onze-Lieve-Vrouwekapittel, vakwerkhuis uit de 16e eeuw
- Restanten van een Gallo-Romeinse amfitheater uit de 1e eeuw, ten westen van de binnenstad. Deze arena was vermoedelijk tot omstreeks 500 na Chr. nog in gebruik en had een capaciteit van  maximaal 9.000 plaatsen. Het kan slechts één keer per maand, op zondag, met een rondleiding worden bezichtigd.
- Talrijke oude herenhuizen, hôtels, manoirs, uit de 15e-19e eeuw
- Stadsomwallingen: 
  - de oude, de best bewaard gebleven Gallo-Romeinse stadsommuring van Frankrijk, grotendeels gebouwd van natuursteen, daterend mogelijk uit de jaren 278-280 maar in ieder geval uit het einde van de 3e eeuw, gerestaureerd in de 6e eeuw, ontmanteld in de vroege 13e eeuw
  - de nieuwe stadsmuren, begonnen rond het jaar 1200, aan het eind van de  16e eeuw uitgebreid met nieuwe bolwerken, in de 19e eeuw weliswaar deels gesloopt, maar van deze omwalling zijn nog veel muren en poorten bewaard gebleven

In de tweede helft van de 20e eeuw werden in het historische centrum van Senlis enkele tientallen bioscoopfilms opgenomen. La Voie lactée (1969) van Luis Buñuel, Danton (1983) van Andrzej Wajda en Séraphine (2008) van Martin Provost werden er opgenomen.

### In de omgeving
De stad ligt  midden tussen drie, tezamen als Massif des Trois Forêts aangeduide, fraaie en historisch belangrijke bosgebieden, waarin zich ook enige oude ruïnes en archeologische monumenten bevinden: 
- Aan de noordkant ligt het Forêt d'Halattes, waarin enige hunebedden uit de jonge steentijd staan en bij het dorp Ognon, 5 km ten noordoosten van Senlis, de fundamenten van een Gallo-Romeinse tempel. De noordkant van dit bos ligt aan de zuidoever van de Oise op 32 m boven zeeniveau, maar de heuvels in het bos zijn tot 220 m hoog. Enige sterk hellende weggetjes hier lenen zich dan ook voor sporten als wielrennen en mountainbiken.
- Het Forêt de Chantilly ligt ten westen, tot aan de stad Chantilly, en ten zuidwesten, tot aan Luzarches, van Senlis. Aan de westrand van dit bos staat het Kasteel van Chantilly. Door het bos stroomt het riviertje de Thève. In het bos ligt een fraai meer, tevens natuurreservaat: de Étangs de Commelles. Helaas wordt de natuurwaarde van het, overigens voor een belangrijk deel als productiebos geëxploiteerde, Forêt de Chantilly aangetast, doordat de spoorlijn van Creil naar Parijs er dwars doorheen loopt.
- Het Forêt d'Ermenonville, ten zuidoosten van Senlis, strekt zich uit tot aan Fontaine-Chaalis, 8 km naar het oosten, met de voormalige abdij van Chaalis, 14 km naar het zuidoosten, het dorp Ermenonville, nog 2 km verderop, het kasteel, waar Jean-Jacques Rousseau zijn laatste levensdagen doorbracht, het pretpark La Mer de sable daar tegenover, de schilderachtige dorpjes Mortefontaine, Plailly en Saint-Witz, alle 15–17 km ten zuiden van Senlis en het Parc Astérix, aan de autosnelweg A1, 10 km ten zuiden van Senlis. Midden in het bos staat een grote gedenksteen ter herinnering aan de slachtoffers van de vliegramp met  Turkish Airlines-vlucht 981.

## Geografie
De oppervlakte van Senlis bedroeg op 1 januari 2022 24,05 vierkante kilometer; de bevolkingsdichtheid was toen 633,6 inwoners per km².
De bovenstad ligt op een getuigenheuvel van kalksteen. De zuidrand van het centrum daalt steil af naar het riviertje de Nonette.  De stad bezit enige onderaardse drinkwaterbronnen. De kalksteen, die voor een deel met leem is bedekt, komt uit de geologische periode Lutetien, is dus ongeveer 42-48 miljoen jaar oud.
De onderstaande kaart toont de ligging van Senlis met de belangrijkste infrastructuur en aangrenzende gemeenten.

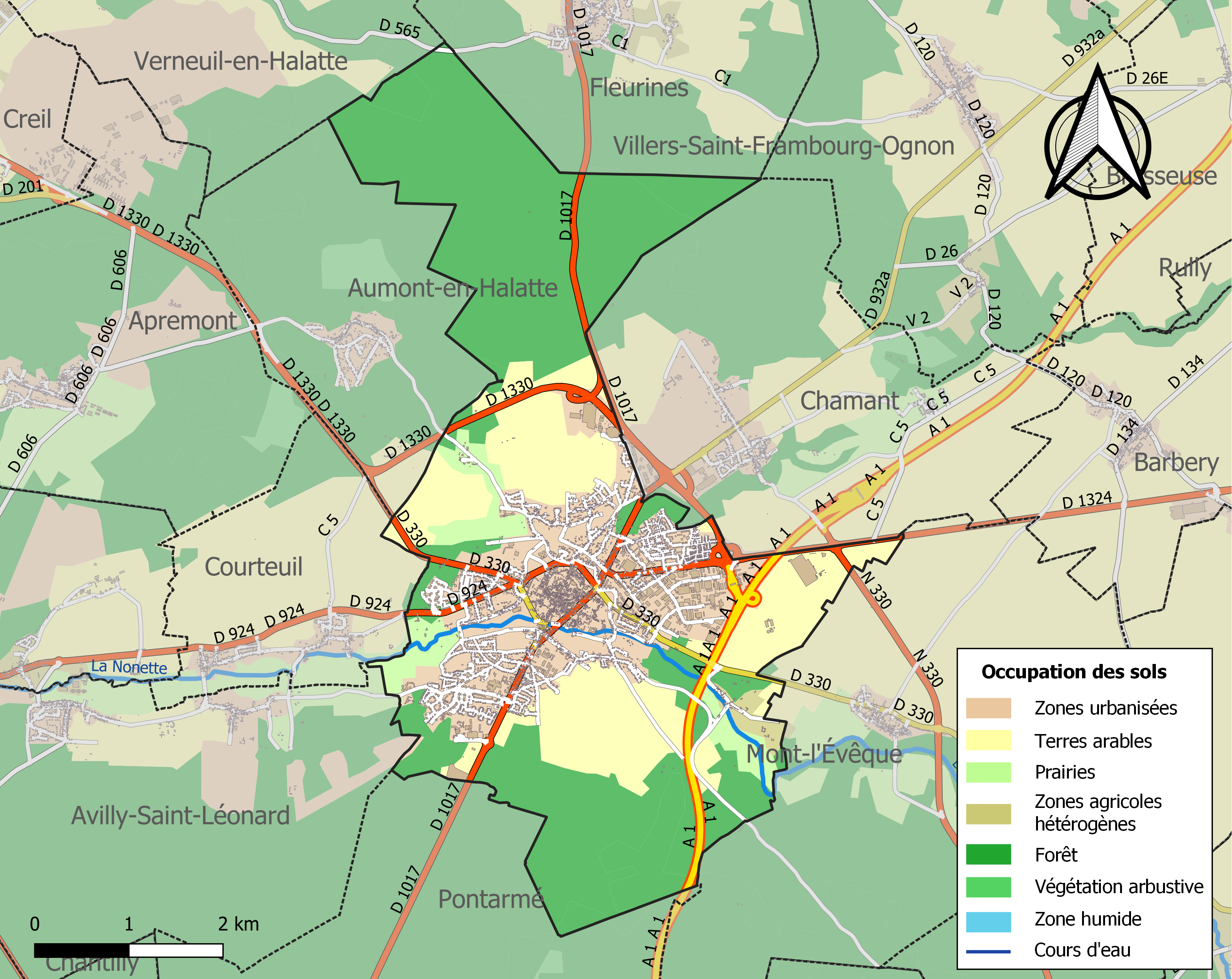

## Economie
Door de gunstige ligging langs de A1 naar Parijs zijn er op het industrieterrein verschillende budgethotels te vinden. Opvallend is het bovengemiddeld groot aantal autohandelaren, garages en autoreparatiewerkplaatsen in de stad. Het internationale concern Electrolux heeft in Senlis een distributiecentrum.
Sinds 2015 is in de stad een  wetenschappelijke instelling gevestigd met de naam CEEBIOS. Deze houdt zich bezig met wetenschappelijk onderzoek op het gebied van de biomimetica.

## Verkeer en vervoer
Het spoorwegstation Senlis doet geen dienst meer. Het is thans als een soort arbeidsbureau in gebruik. De halte voor de  streekbussen van Senlis ligt daar ook. Om per openbaar vervoer in Senlis te komen, moet men via station Gare du Nord in Parijs per trein naar Creil reizen en daar op de lijnbus overstappen. Er bevindt zich bij Senlis een op- en afrit van de autosnelweg A1.

## Demografie
Onderstaande figuur toont het verloop van het inwonertal, bron: INSEE-tellingen. 

## Partnersteden
- Langenfeld, sinds 1969
- New-Richmond, sinds 1988
- Pechersk, sinds 1998
- Montale, sinds 2003

## Bekende inwoners van Senlis

### Geboren
- Gilles Personne de Roberval (1602-1675, wiskundige
- Antoine Baumé (1728-1804), chemicus en farmaceut
- Charles de La Valette (1806-1881), diplomaat en politicus
- Thomas Couture (1815-1879), schilder en docent beeldende kunst
- Bernard Cazeneuve (1963), politicus
- Stéphane Bergès (1975), wielrenner
- Grégoire (1979), zanger
- Sébastien Minard (1982), wielrenner
- Kevin Gameiro (1987), voetballer
- Arnaud Jouffroy (1990), veldrijder
- Ayyoub Bouaddi (2007), voetballer

### Overleden
- Simon de Hesdin † (1383), geestelijke
- Yves Montand (1921-1991), acteur en zanger van Italiaanse afkomst
- Georges Cziffra (1921-1994), Hongaars pianovirtuoos
- Daniel Boulanger (1922-2014), schrijver en acteur

### Woonachtig (geweest)
- Maxentia van Senlis † (omstreeks 500), heilig verklaarde martelares
- Pepijn van Senlis (846-893), edelman uit het huis der Herbertijnen
- Séraphine de Senlis (1864-1942), kunstschilderes
- Hella Haasse (1918-2011) heeft van 1981-1990 in het nabijgelegen Saint-Witz gewoond. Ze gaat in haar essaybundel Ogenblikken in Valois uit 1982 uitgebreid op de geschiedenis van Senlis en omgeving in.

## Galerij

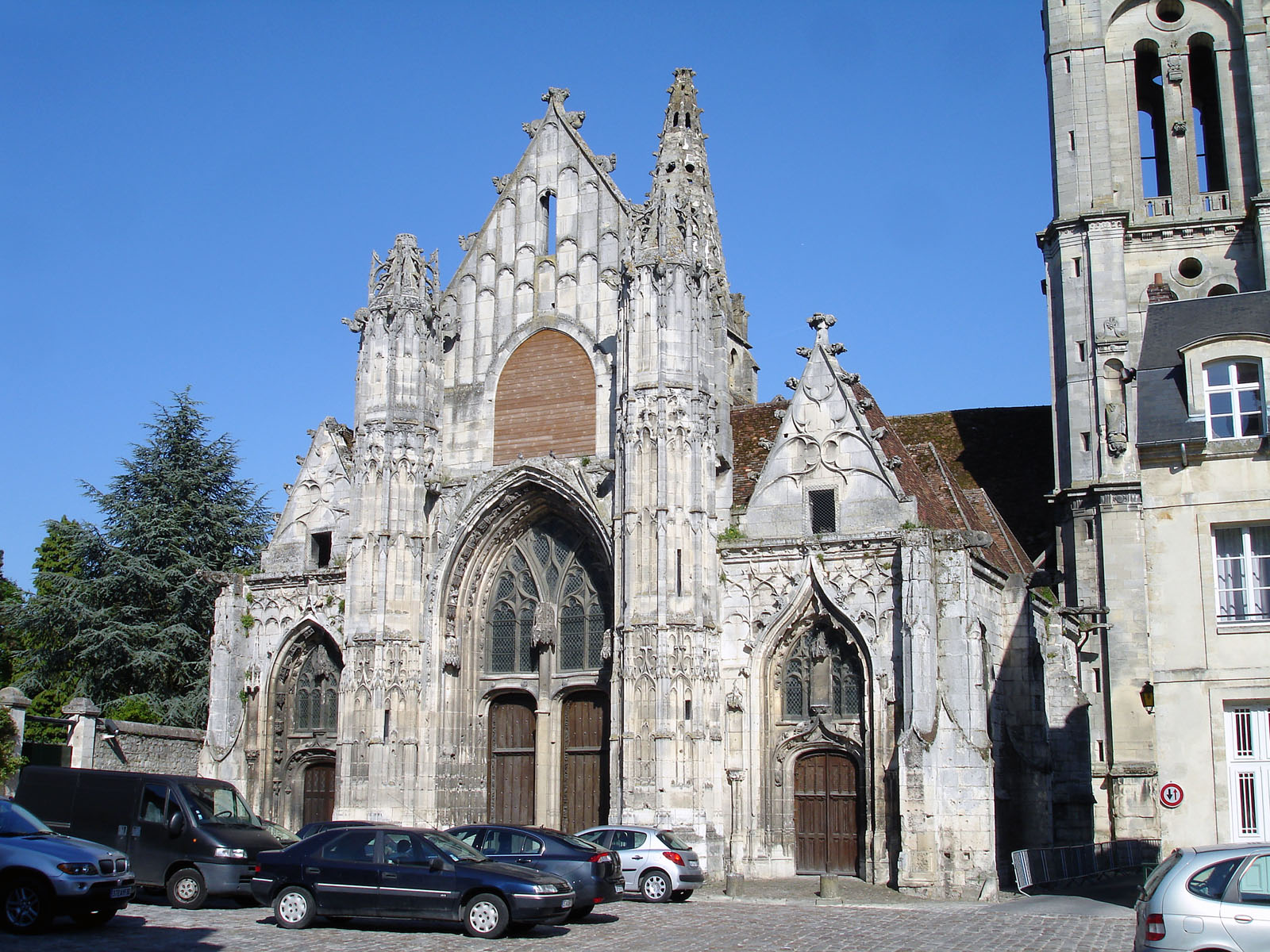
Portaal en westgevel van de Sint-Pieterskerk
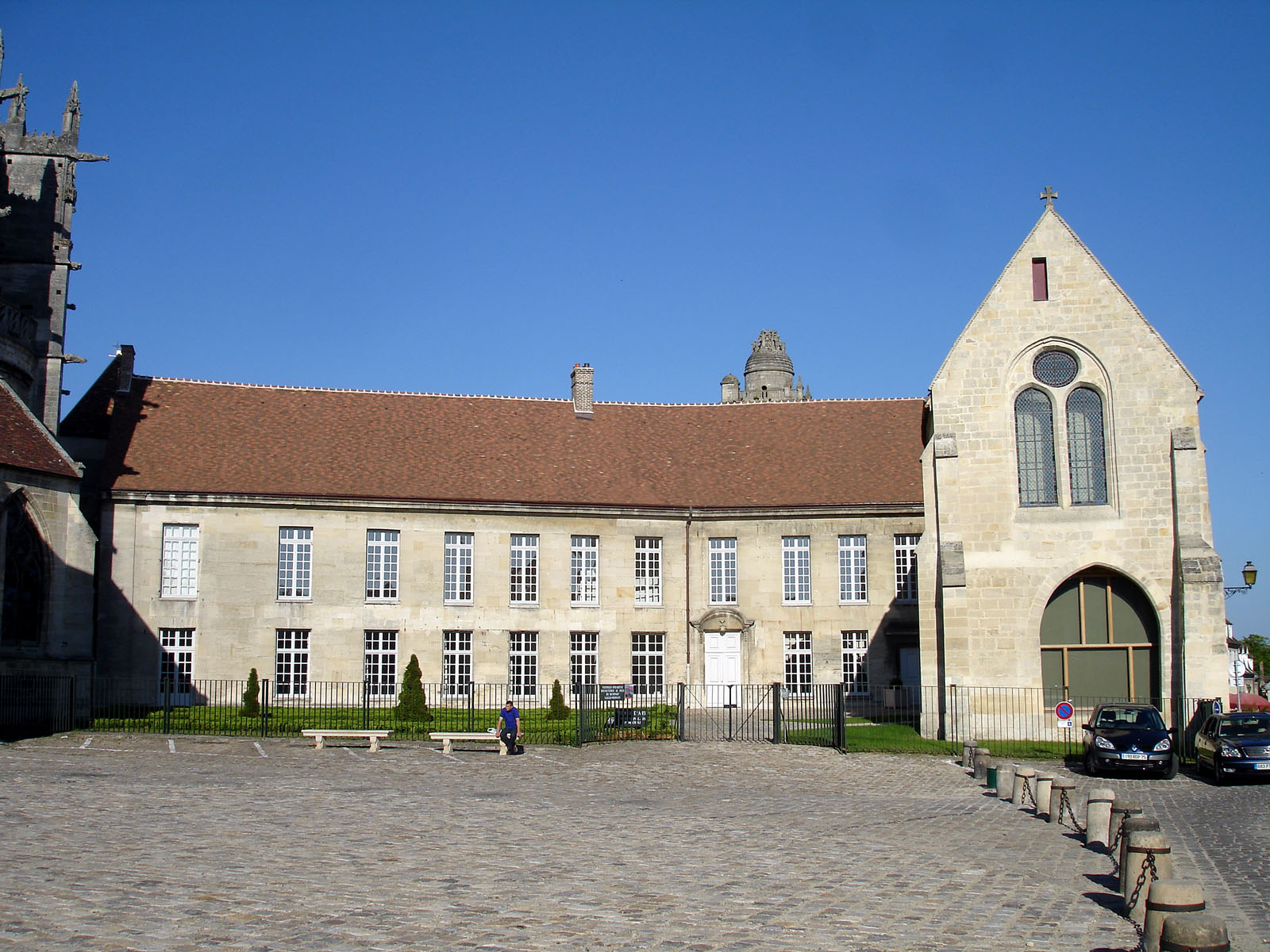
Musée d'art et d'histoire in het voormalig bisschoppelijk paleis
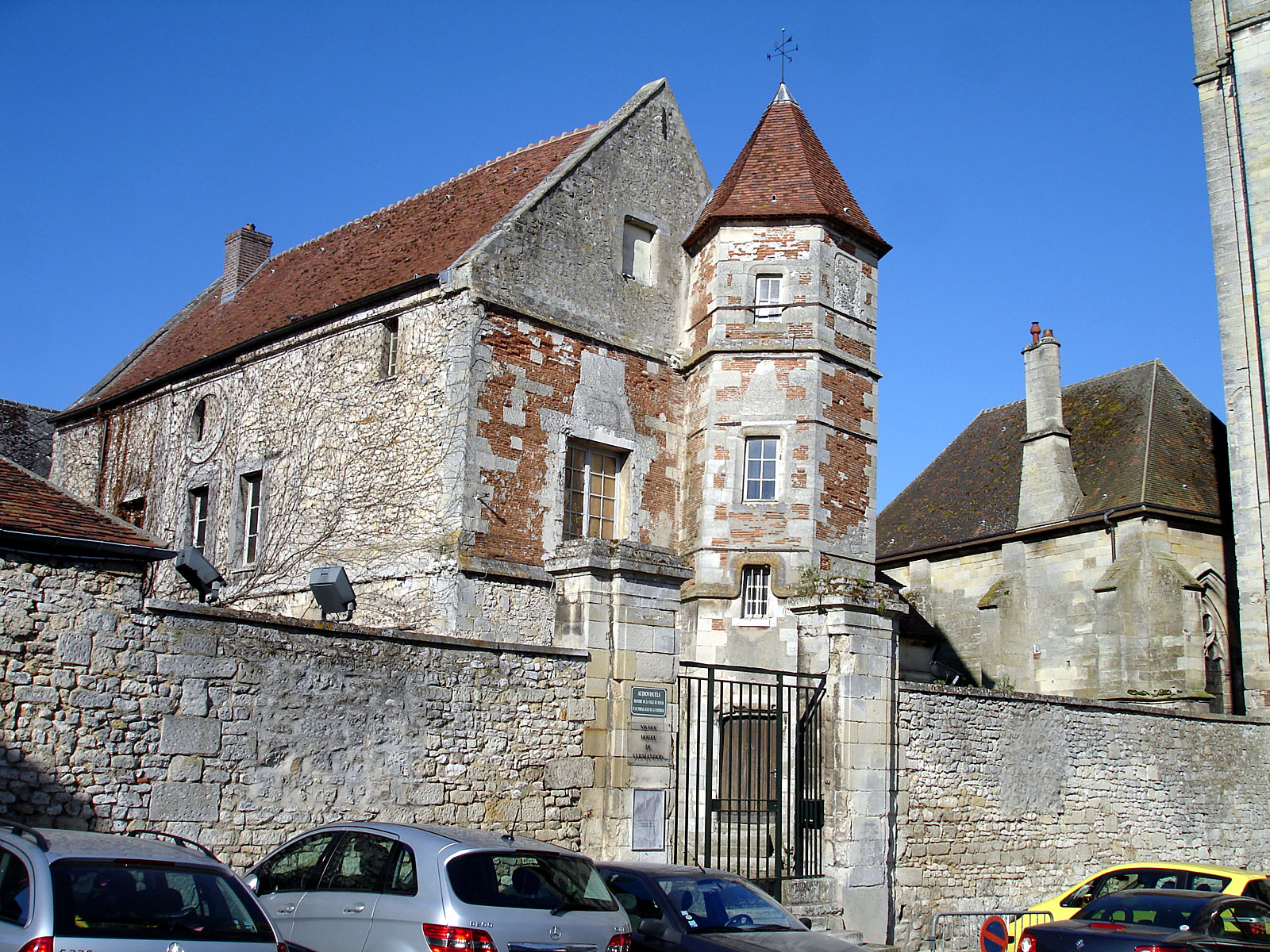
Hôtel de Vermandois, voormalig museum
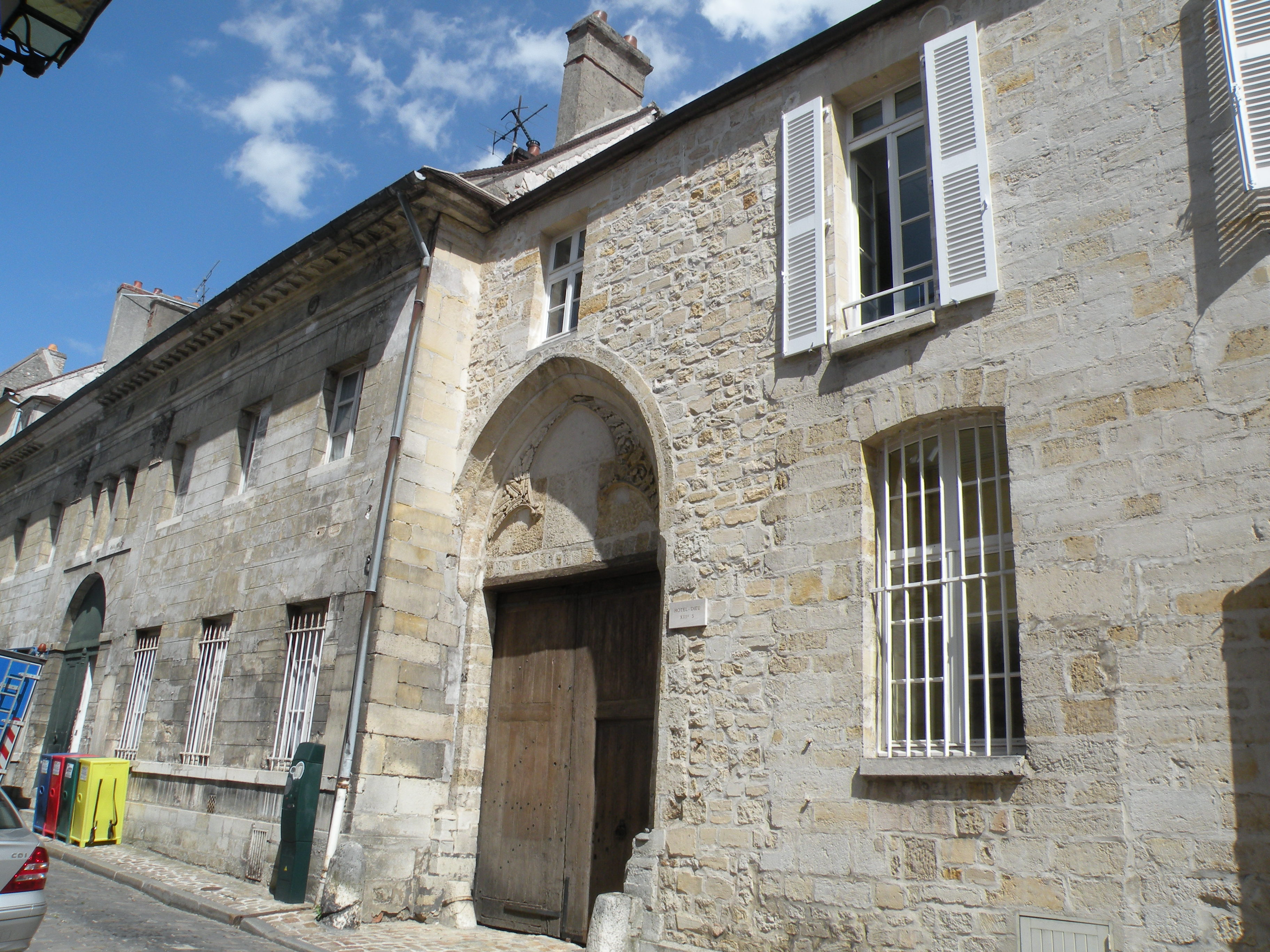
Portaal van de kapel van het voormalige ziekenhuis Gallande aan de rue du Châtel
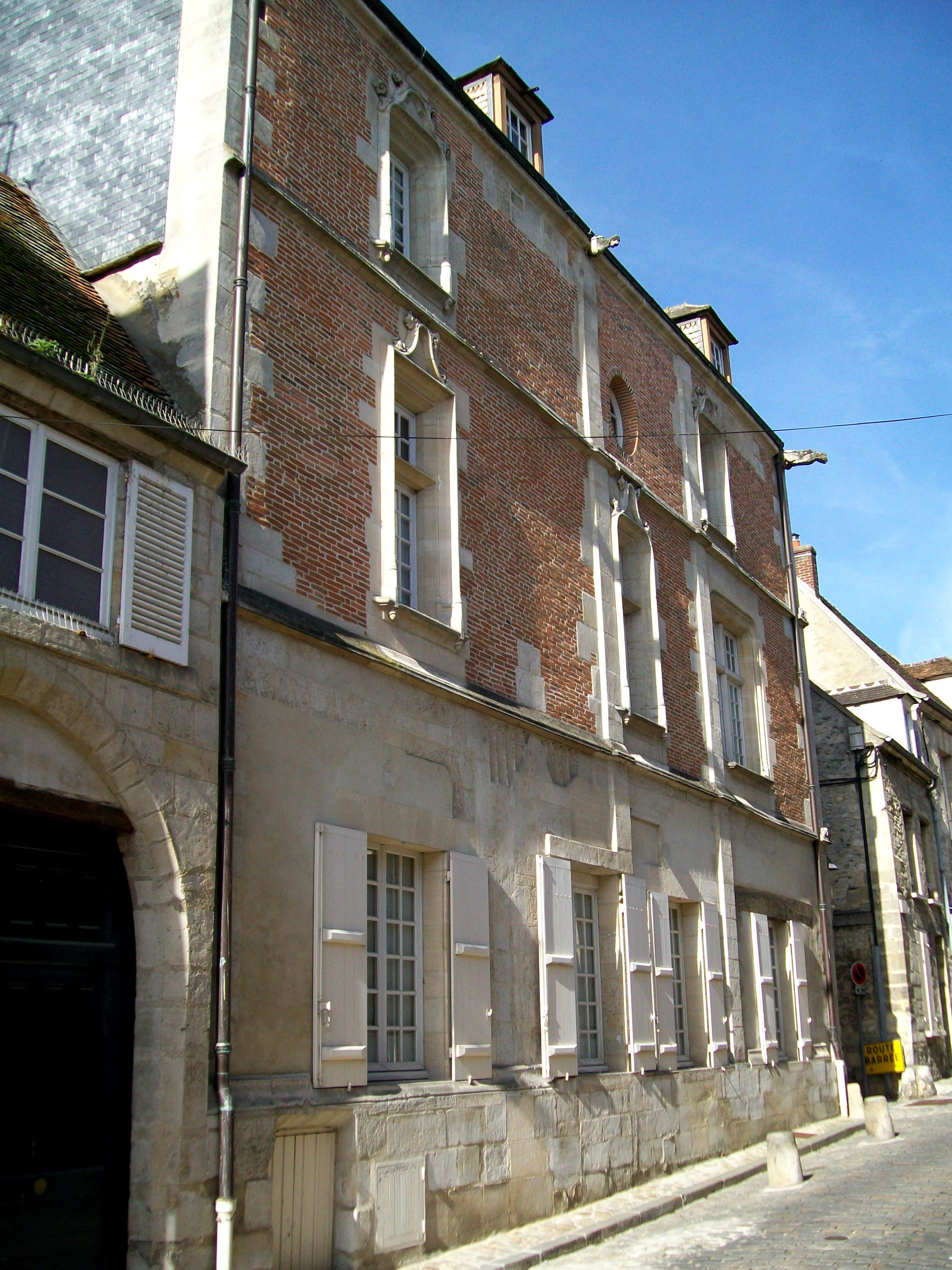
Logis du Haubergier, herenhuis, gebouwd in 1522, gevel aan de rue Sainte-Geneviève
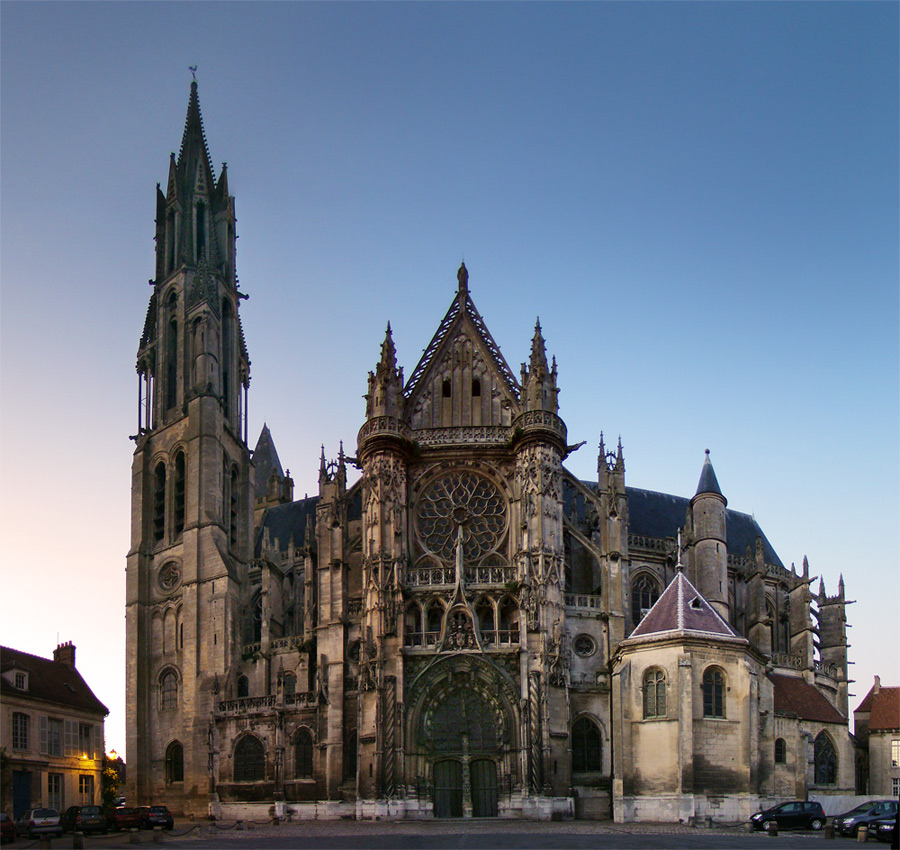
Zuidportaal van de Onze-Lieve-Vrouwekathedraal aan de place Notre-Dame
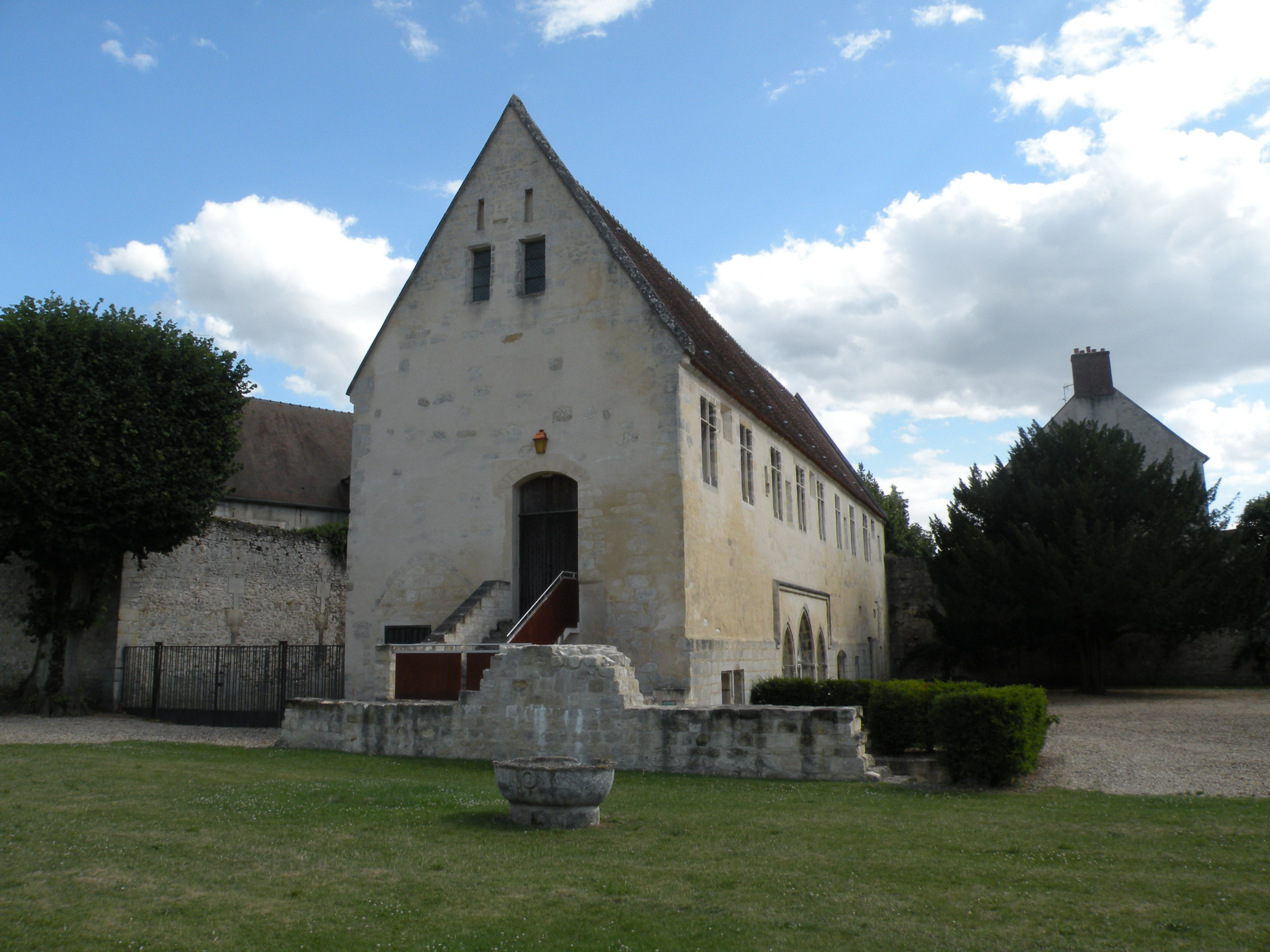
Priorij St.-Maurice (1262), dormitorium, voormalige slaapzaal der monniken
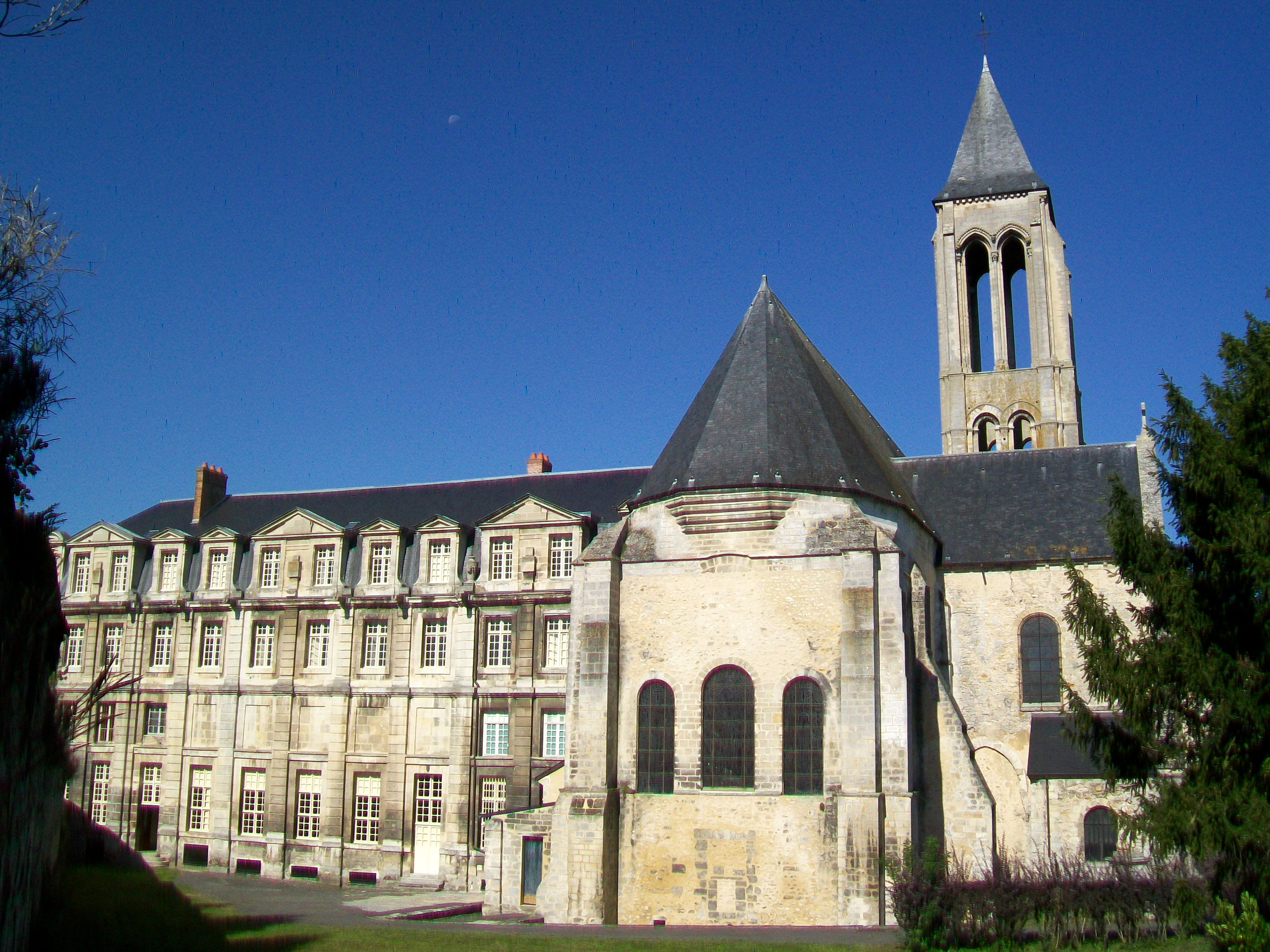
Voormalige St.-Vincentsabdij
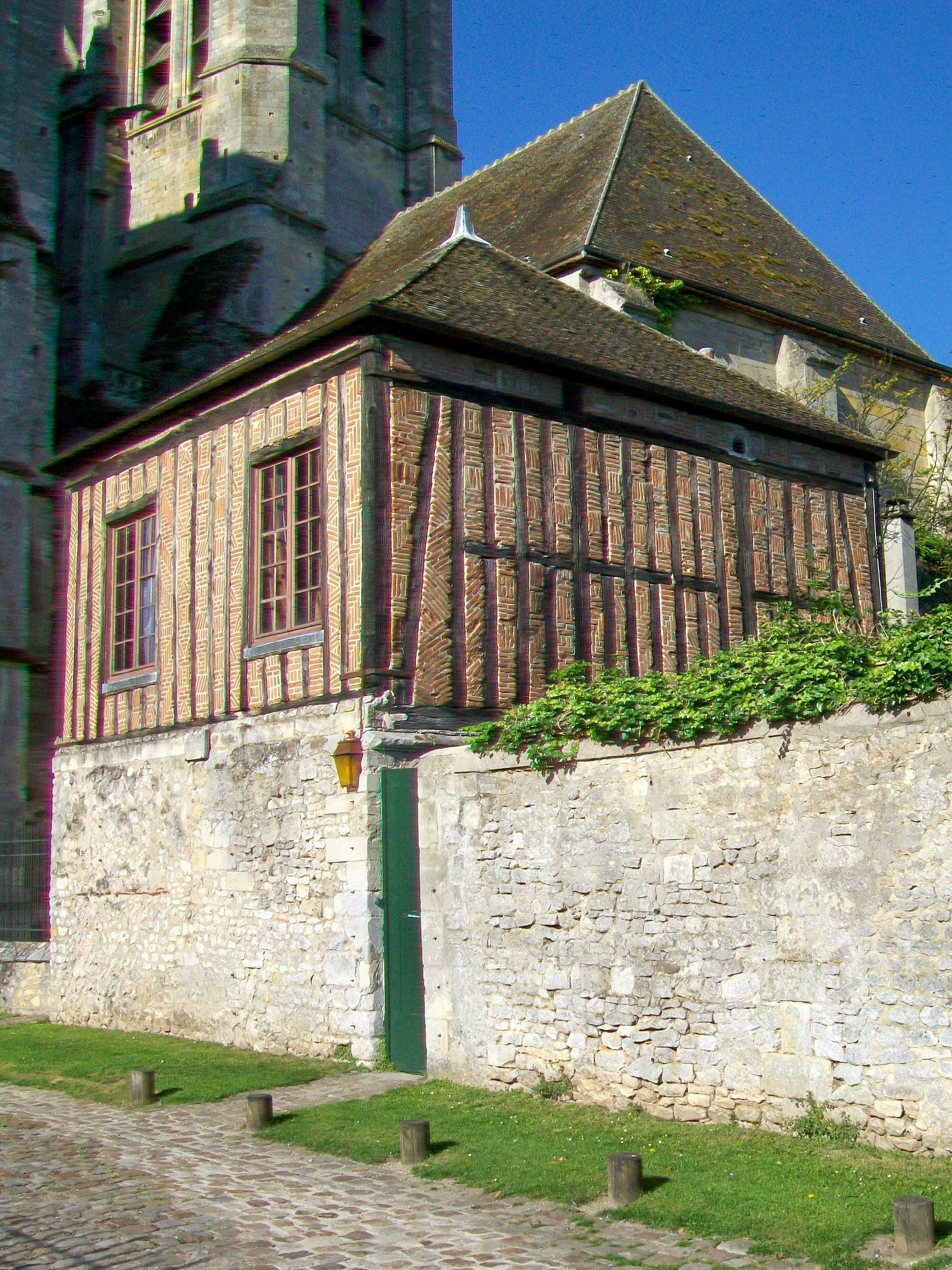
Voormalige bibliotheek van het Onze-Lieve-Vrouwekapittel, aan de noordzijde van de kathedraal
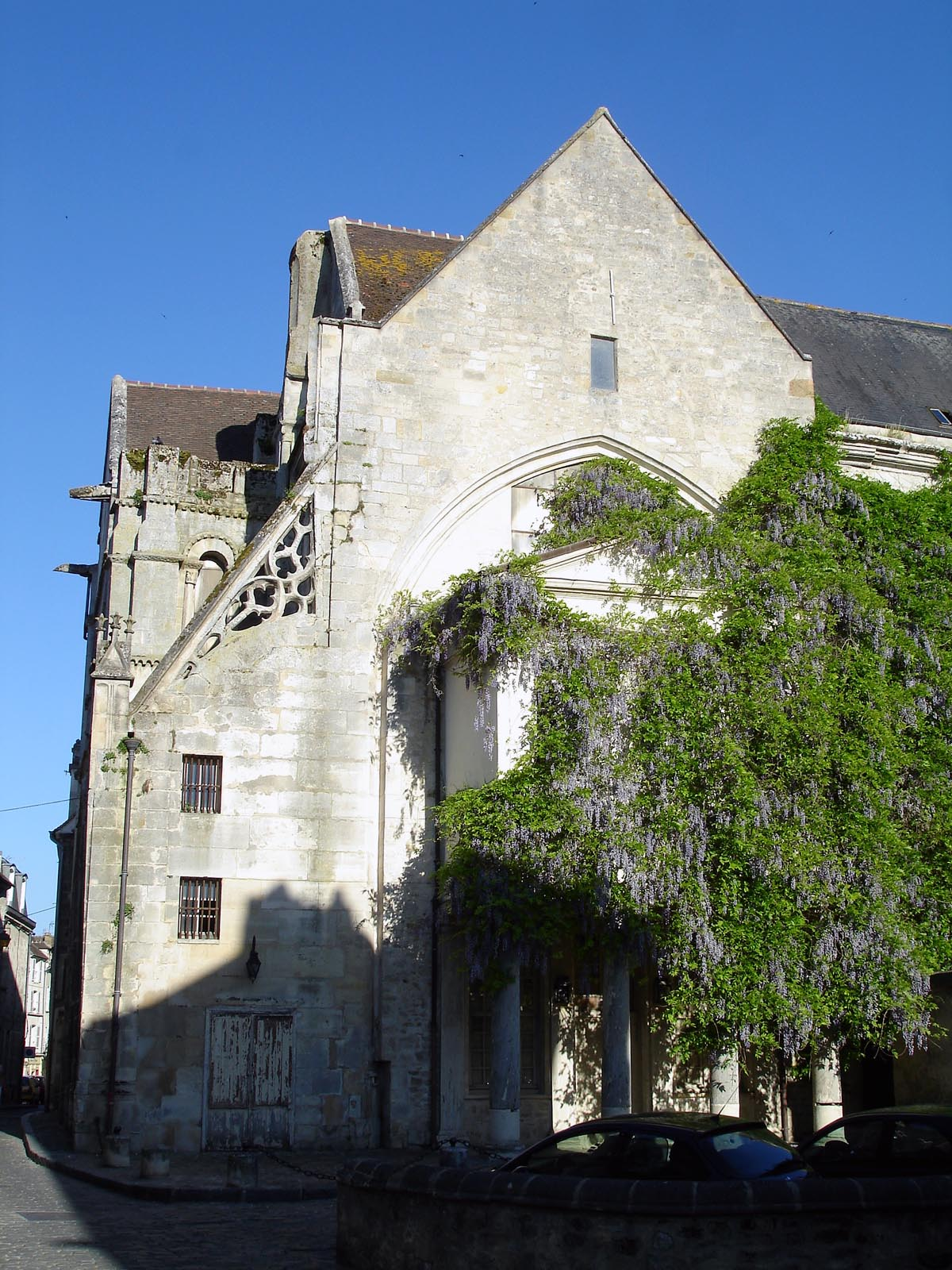
Oude Saint-Aignan-kerk, waarvan het schip niet meer overeind staat, westgevel
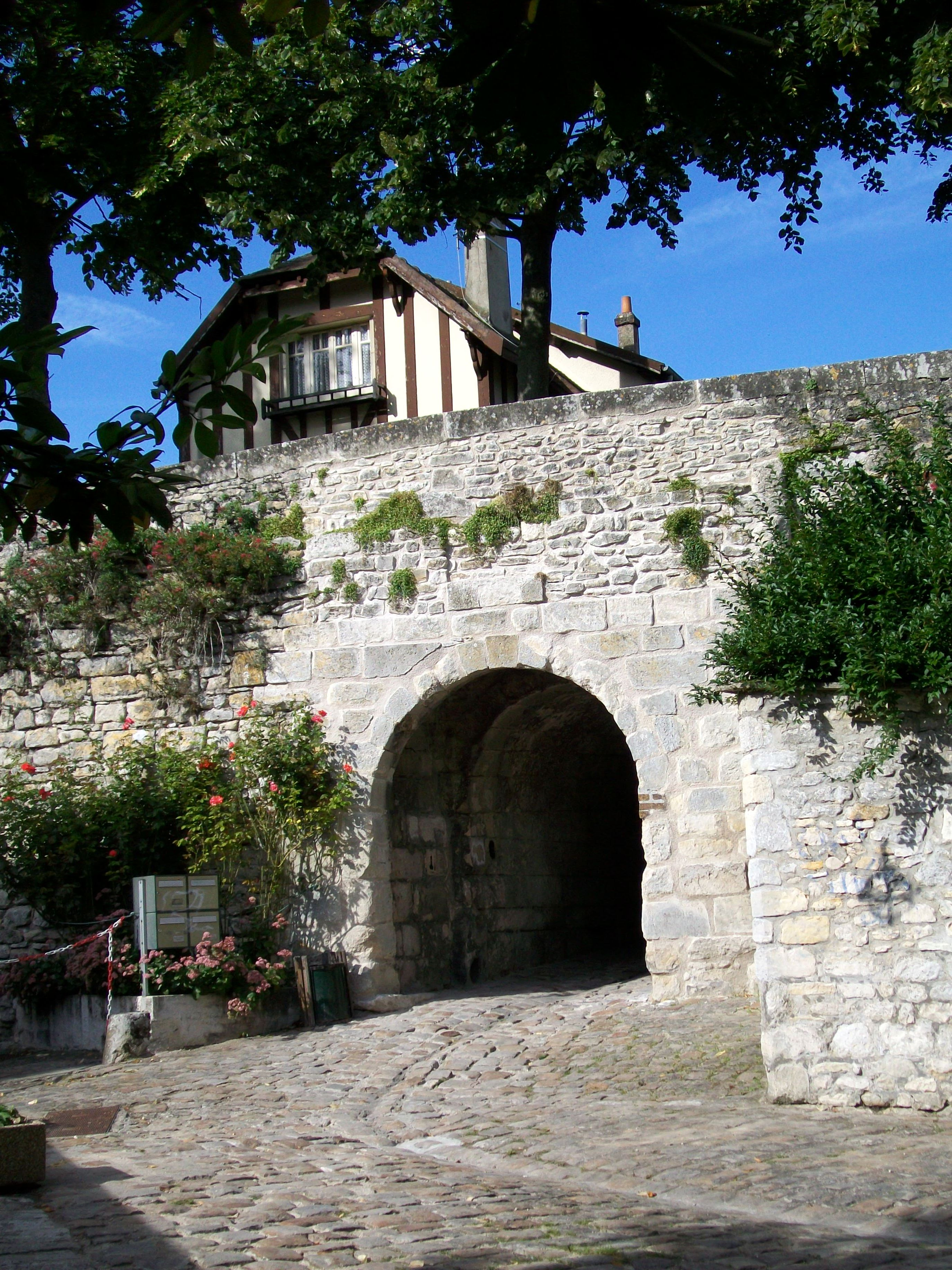
Poterne des Tisserands in de 'nieuwe', 12e-13e-eeuwse, stadsomwalling
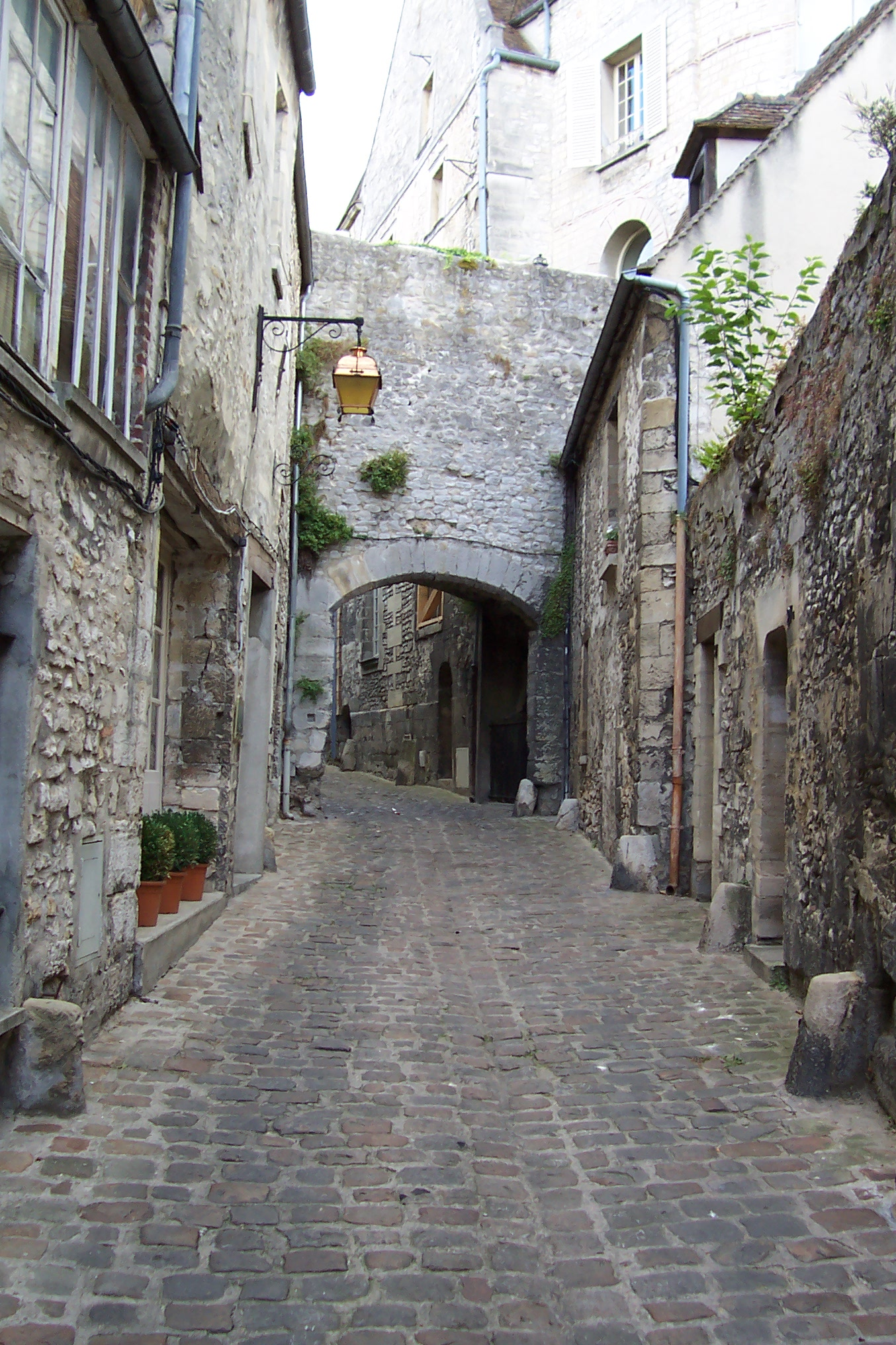
La Fausse-Porte, poortje in de Gallo-Romeinse stadsomwalling aan de rue de la Treille
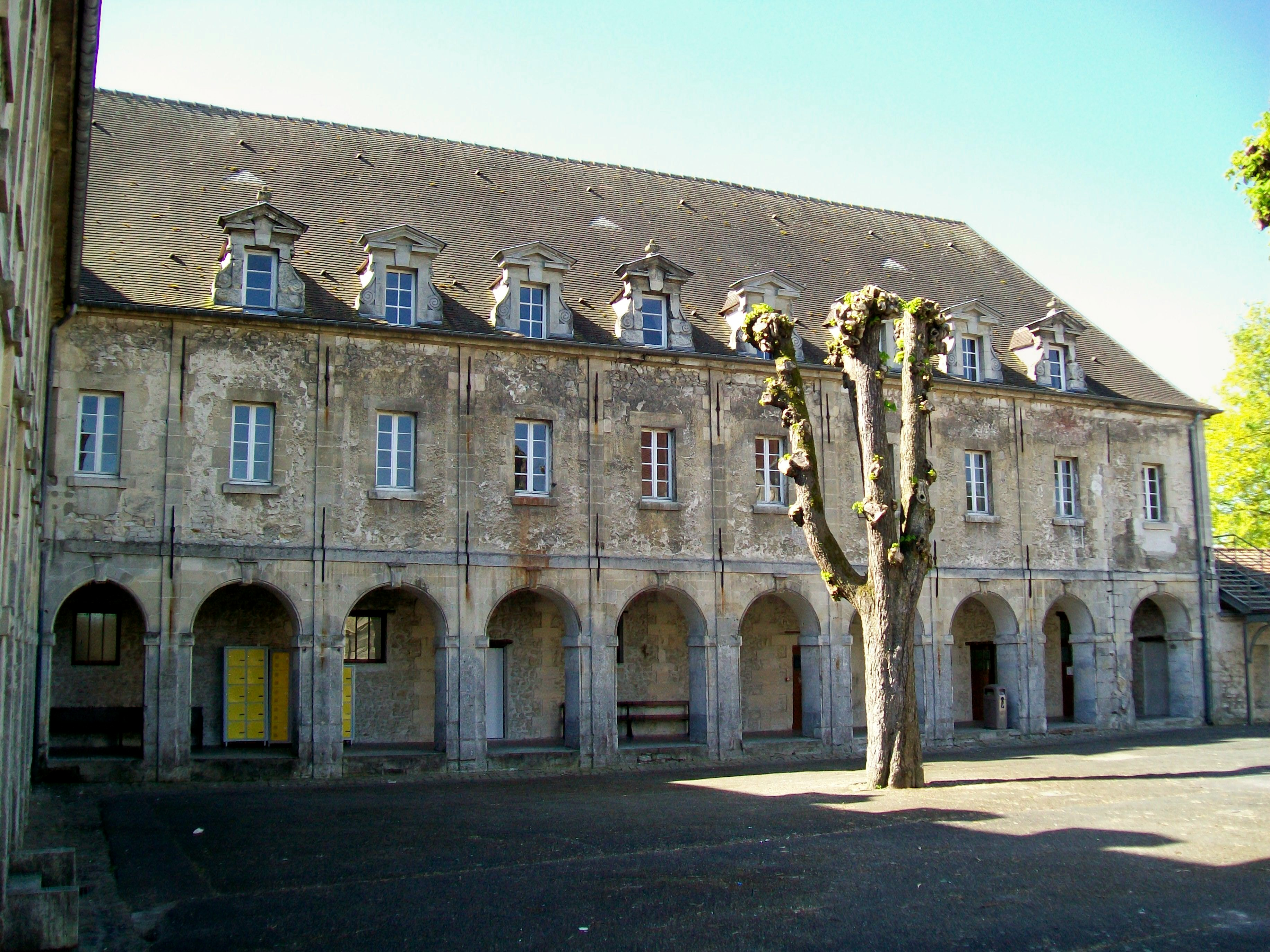
Voormalig klooster, quartier Saint-Louis, thans lyceum
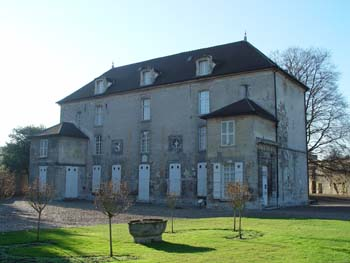
Musée de la Vénerie, jachtmuseum
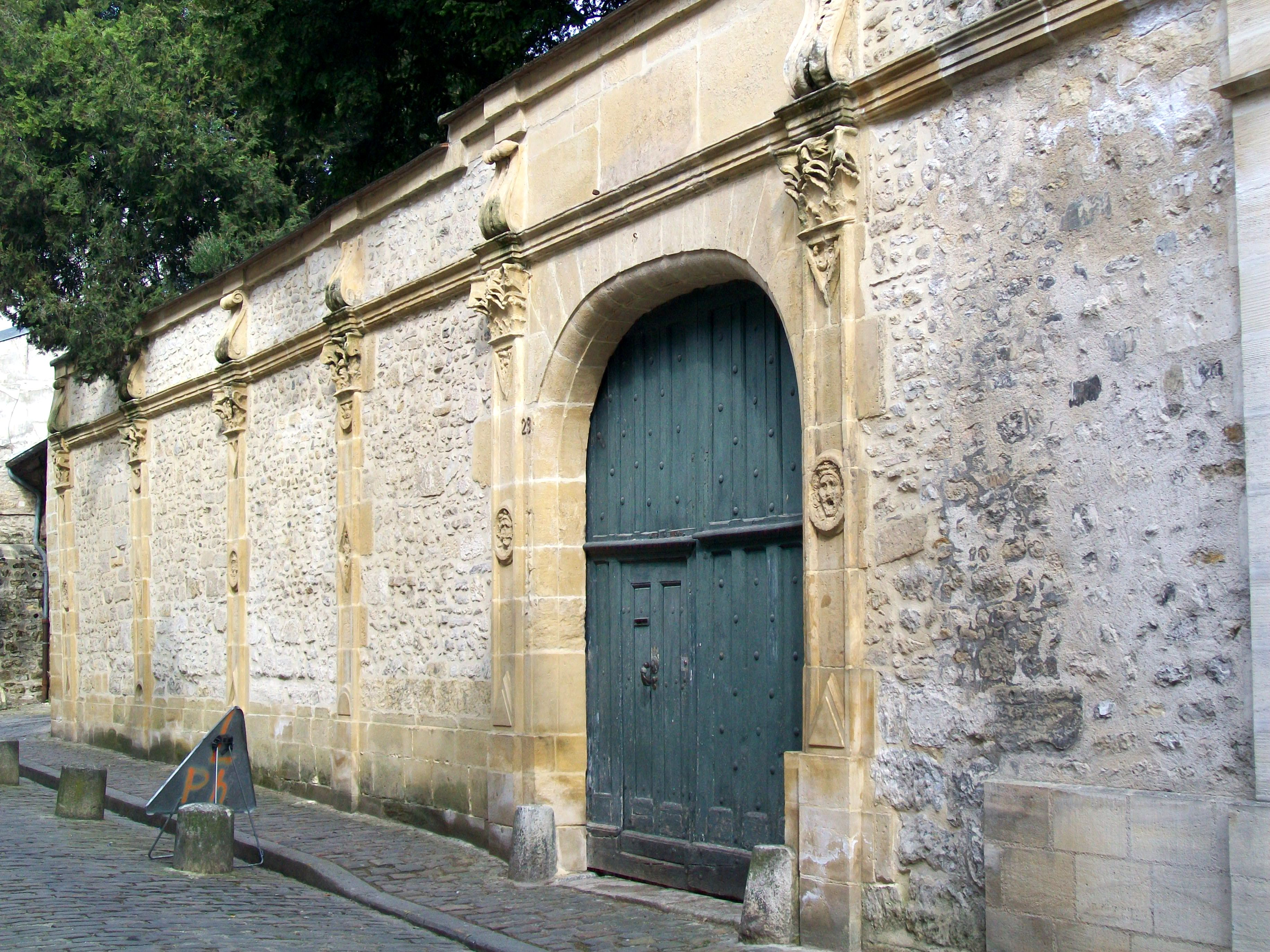
Hôtel de Rasse de Saint-Simon, muur uit de Renaissance-tijd aan de rue Bellon
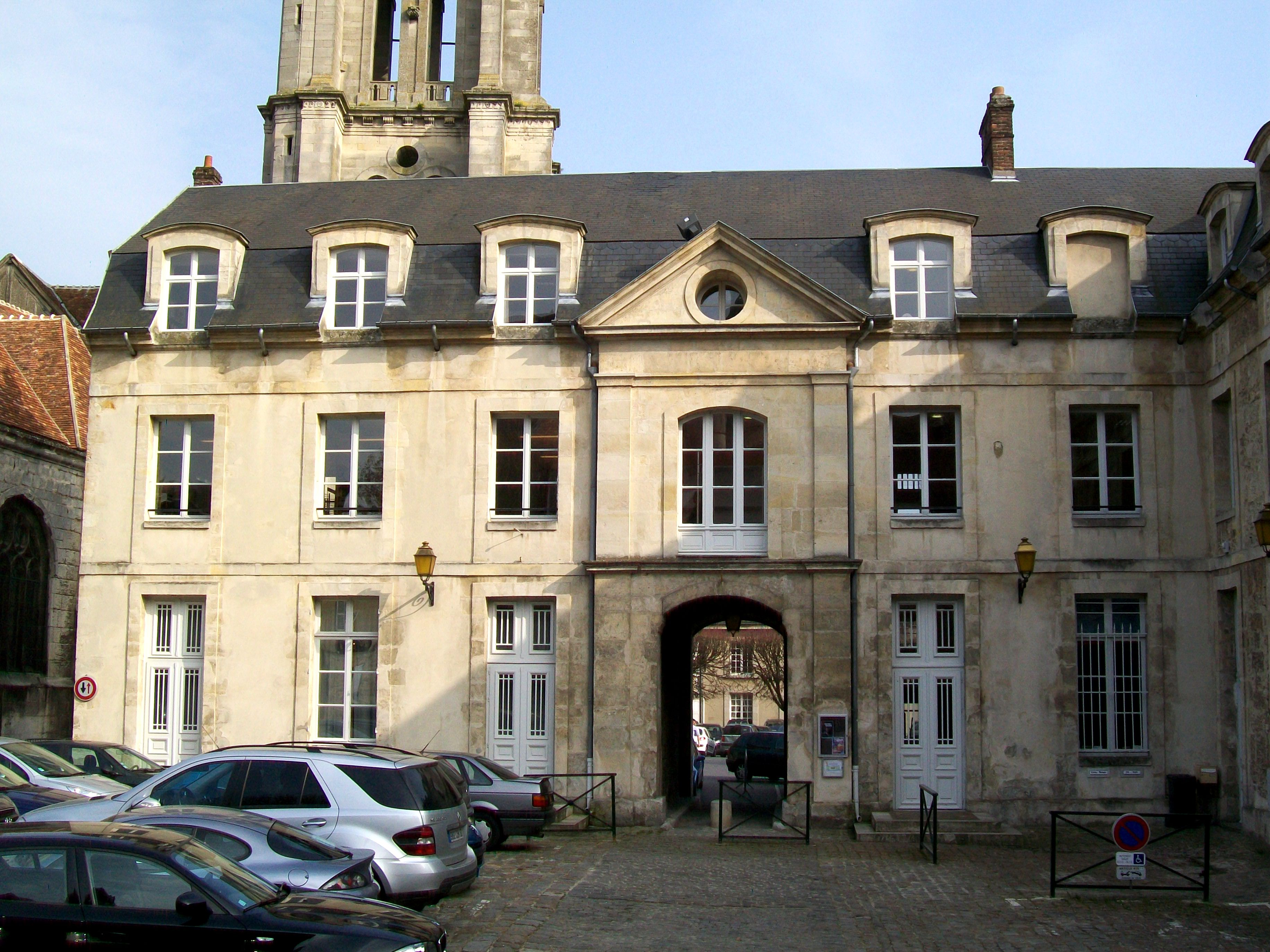
Bibliotheek, voormalig seminarie gebouwd in 1711-12, aan de place Saint-Pierre
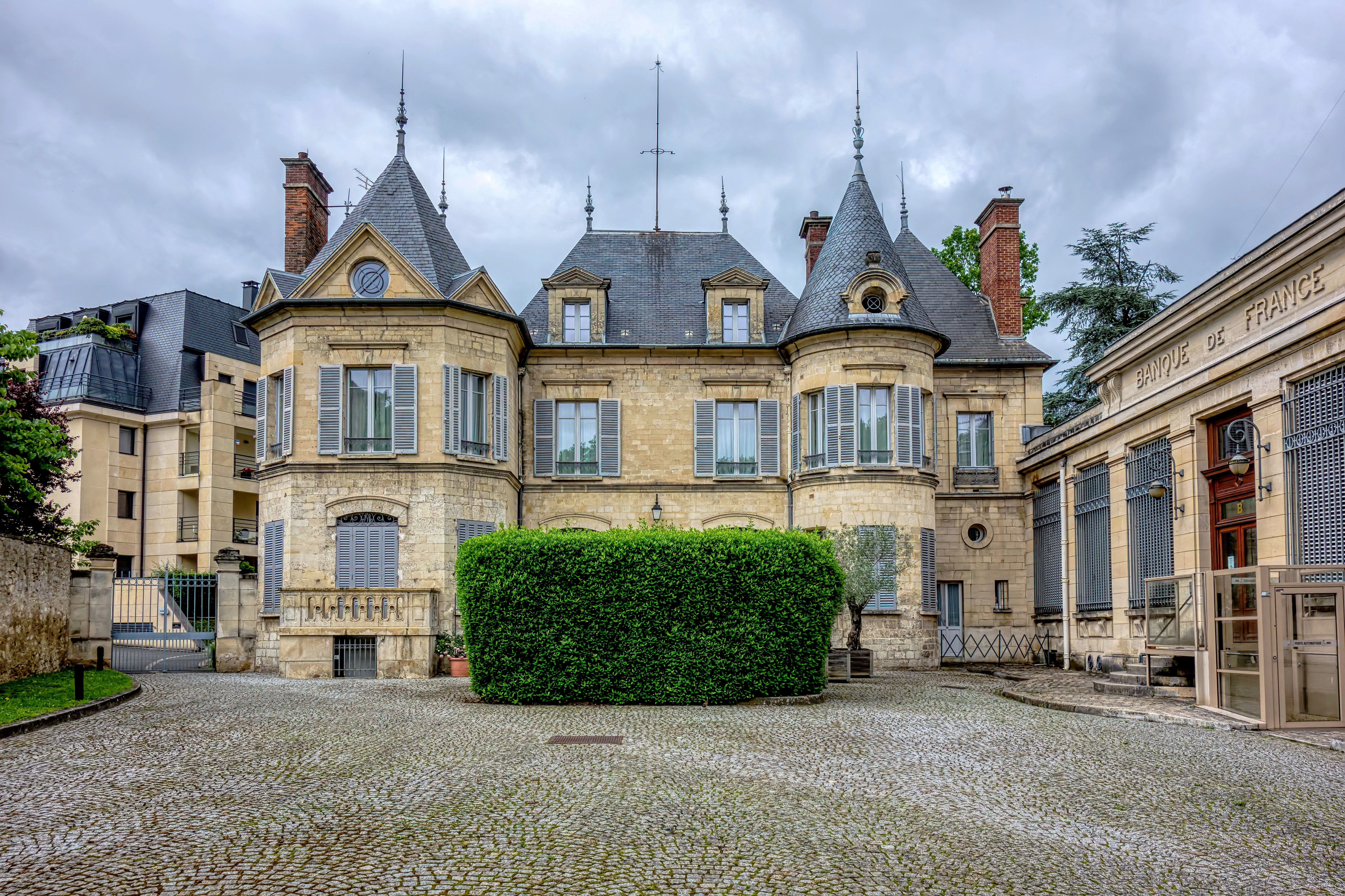
Oud-gebouw van de Banque de France
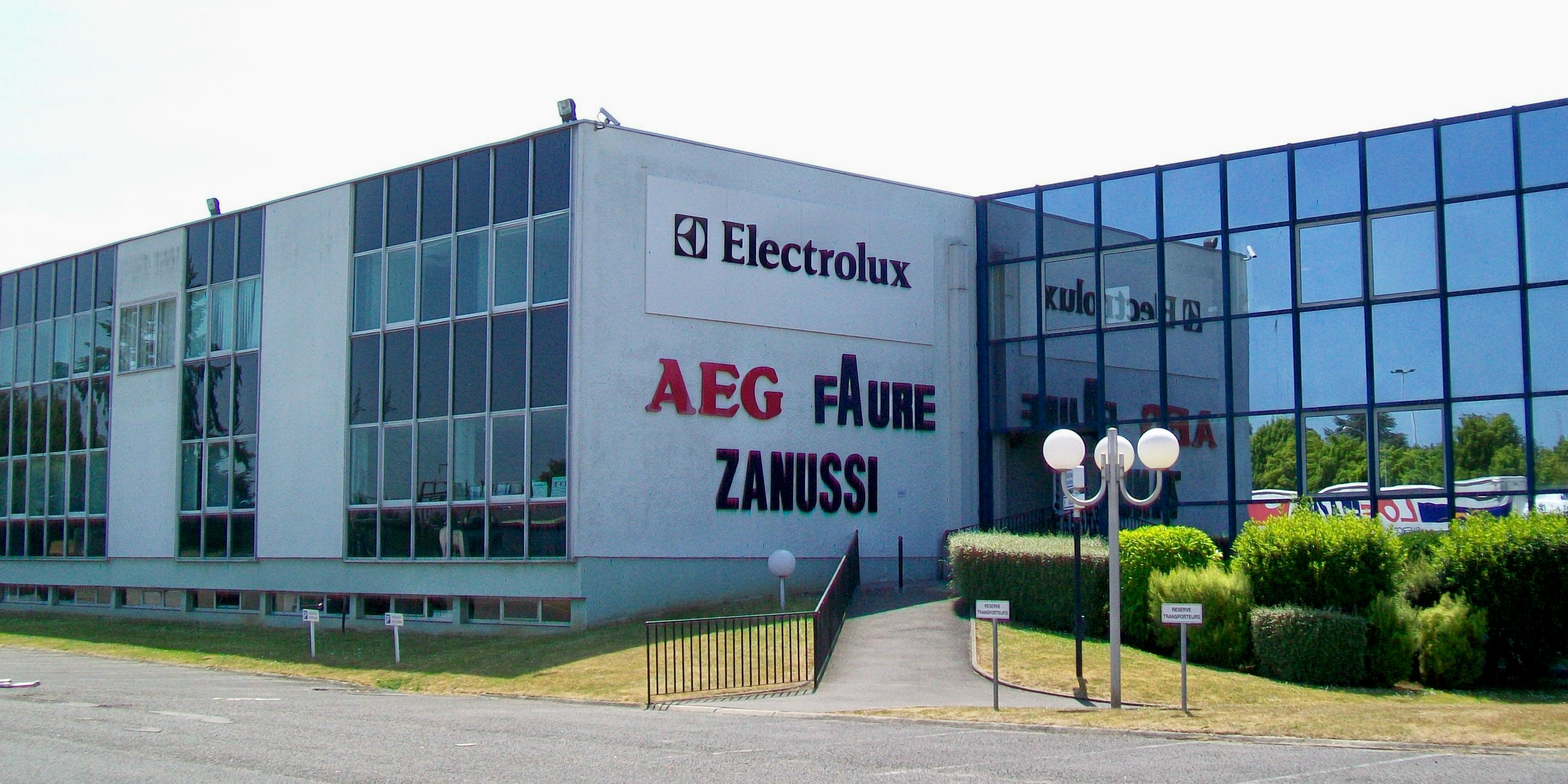
Electrolux-gebouw aan de avenue Félix-Louat, hoofdingang